# Алберда, Йоп
Йогхум Тео «Йоп» Алберда (нидерл. Jogchum Theo (Joop) Alberda, родился 25 октября 1951 года в Остерволде) — нидерландский волейбольный тренер и спортивный функционер. Известен как главный тренер мужской сборной Нидерландов, выигравшей золотые медали Олимпиады 1996 года в Атланте.

## Биография

### Игровая карьера. Начало тренерской деятельности
Йоп Алберда окончил Академию физического воспитания: по собственным словам, учился по трудам советских специалистов в области физподготовки и физвоспитания. В молодости он занимался спортивной гимнастикой, футболом и волейболом, остановившись на последнем виде спорта, однако высоких успехов в волейболе как игрок не добился, ограничившись матчами в Эредивизие за гронингенские клубы «Ликургус» и «Донитас» — чемпионат Нидерландов в то время был одним из самых слабых. Тренерскую карьеру он начал в 1985 году, после встречи с тренером сборной США Дугом Билом, выигравшим золото Олимпиады 1984 года в Лос-Анджелесе. Под руководством Била Алберда начал свою работу как учитель физкультуры, позже став тренером университетских и молодёжных команд.

### Тренер сборной Нидерландов по волейболу
В 1986—1990 годах команда под руководством Алберды доходила до финала чемпионата Нидерландов по волейболу, а с конца 1980-х стал помощником тренера сборной Нидерландов, много работая с Дугом Билом в тренируемом им итальянском клубе «Медиоланум» из Милана. В 1994 году он стал главным тренером сборной Нидерландов, сменив на посту Ари Селингера, который привёл команду к серебряным медалям в Барселоне 1992 года: в 1996 году команда не только выиграла Мировую лигу, но и завоевала золотые медали Олимпиады в Атланте: в полуфинале голландцы разгромили сборную России, которую тренировал Вячеслав Платонов, со счётом 3:0, а в финале одолели Италию со счётом 3:2. Сенсационная победа была признана нидерландской общественностью одним из главных событий не только в нидерландском спорте, но и в истории Нидерландов за весь XX век. По итогам года Алберда получил приз лучшего тренера по версии Международной федерации волейбола (FIVB).

### Олимпийский комитет Нидерландов
После успешной миссии в Атланте Йоп Алберда покинул пост тренера, решив, что большего в волейболе как тренер уже не достигнет. Он стал техническим директором Олимпийского комитета Нидерландов, проработав там в 1997—2004 годах и отвечая за развитие всех олимпийских видов спорта в стране от подготовки игроков и тренеров до строительства объектов и учреждения программ. Программа «Perfomance 2000», разработанная Албердой, помогла голландцам выиграть 25 медалей в Сиднее в 2000 году; в Сиднее и Афинах он совмещал должность технического директора и ответственного за все команды по 35 видам спорта (в том числе по футболу). Также он работал в Международном олимпийском комитете и в клубном голландском волейболе в 1997—1998 годах. В 2006—2010 годах — технический директор Нидерландской волейбольной федерации. 

### Сборная России по футболу
В 2006 году Йоп Алберда был назначен генеральным менеджером сборной России по футболу, которую тогда тренировал Гус Хиддинк. С Хиддинком Алберда познакомился, когда работал в нидерландской сборной по волейболу, но прежде с ним совместно не работал, ограничиваясь обменом опытом в области спортивных достижений. В ответственности Алберды входило внедрение современных технологий для анализа и тактического разбора матчей, а также работа с Российским футбольным союзом по вопросам спортивной медицины, организации тренировок и питания. Однако в 2007 году Алберда покинул сборную России после нескольких скандалов.
Первым «промахом» Алберды стал выбор базы в ноябре 2006 года для подготовки сборной к матчам отборочного турнира чемпионата Европы 2008 года. Алберда выбрал санаторий «Зелёная роща» в Сочи, где команда должна была пробыть с 10 по 13 ноября, но санаторий откровенно не понравился Хиддинку за низкое качество обслуживания и неудобства. Тренер немедленно приказал сменить санаторий на отель «Рэдиссон-Лазурная», и его требование было тотчас же выполнено Российским футбольным союзом. Вторую ошибку Алберда допустил перед матчем российской сборной против Республики Македонии, когда должен был передать Хиддинку DVD с записью предыдущего матча македонцев, записанный пресс-атташе сборной России Ильёй Казаковым, но потерял его. Ситуацию спас телекомментатор Виктор Гусев, который в Сочи передал Хиддинку заветный диск. После этого с Албердой в дальнейшем работа прекратилась.

### Последующая карьера
В октябре 2014 года включён в Волейбольный Зал славы. В 2016 году работал техническим директором Королевской федерации плавания Нидерландов.
Отец двоих детей, проживает в Винкевене. Во время работы волейбольным тренером отказался от переезда в Италию, поскольку хотел больше уделять внимания и времени семье.